# VfL Sportfreunde Lotte
Maillots
Actualités
Le Sportfreunde Lotte (VfL Sportfreunde Lotte en allemand) est un club allemand de football fondé le 1929 basé à Lotte.